# Institut liberálních studií
Institut liberálních studií je český klasicky liberální think tank se sídlem v Praze. Byl založen Tomášem Pajonkem v červenci 2020. Institut od října 2020 vede Martin Pánek. Institut liberálních studií byl založen s cílem rozvíjet a aplikovat ideje a programy založené na principech klasického liberalismu. Institut nepobírá žádné veřejné dotace a granty a ani se o ně neuchází.

## Historie
Institut byl založen jako Institut F. A. Hayeka, poté působil téměř čtyři roky pod názvem Liberální institut a od srpna 2024 existuje pod současným jménem. Prvním a doposud jediným ředitelem je bývalý ředitel Liberálního institutu Martin Pánek. Institut vznikl v roce 2020, aby se očistil od Miroslava Ševčíka a v roce 2024 se přejmenoval, aby se očistil od Jiřího Schwarze, kteří jsou oba historicky spojeni s jinou právnickou osobou. Po začátku ruské invaze na Ukrajinu institut založil svoji humanitární misi pod vedením Víta Samka.
Institut je členem mezinárodních sítí think-tanků Economic Freedom of the World Network a 4liberty.eu.

## Ideologie
Institut liberálních studií publikuje ve směru klasického liberalismu, libertarianismu, ordoliberalismu a anarchokapitalismu. Věnuje se také snižování daní, odstraňování regulací a konkurenci, rušení státních úřadů, liberalizaci migrace a kritice Evropské unie.

## Činnost
Institut liberálních studií prosazuje svobodu jednotlivce, volný trh, soukromé vlastnictví a vládu práva. Jeho činnost se soustředí na publikaci knih, pořádání přednášek a osvětu v médiích.

### Financování
Institut je financován ze sponzorských příspěvků a darů a z prodejů knih a nepřijímá žádné státní dotace.

### Letní školy
Od roku 1991 do roku 2010 pořádal Liberální institut letní školy s ekonomickými a liberálními tématy letní školy pro středoškolské a vysokoškolské studenty. Mezi lety 2011–2016 je pořádal Ludwig von Mises Institut CZ & SK, v roce 2017 přešla jejich organizace opět pod Liberální institut a nakonec v roce 2020 pod Institut liberálních studií. Od roku 2011 se na organizaci podílejí stejné osoby, kontinuitu zajišťuje především Dominik Stroukal. V letech 2023 a 2024 se letní škola konala v Radešíně nedaleko Žďáru nad Sázavou. Letní školy nabízí zájemcům prohloubení nejen ekonomických znalostí, ale i například politických znalostí. Na letních školách pravidelně vystupují přední osobnosti a odborníci v jednotlivých oblastech.

### Zimní akademie
V roce 2024 pořáda Institut liberálních studií víkendovou zimní akademii s hosty z rozličných oborů. Akademii navštívil například ústavní soudce a profesor na Právnické fakultě Univerzity Karlovy Jan Wintr.

### Den daňové svobody
Institut každoročně pořádá happening ke dni daňové svobody, což je den, od kterého mají občané vůči státu pomyslně splněnu svou daňovou povinnost. Na čím delší datum připadá den daňové svobody, tím více musí občané pracovat na pokrytí veřejných výdajů toho daného roku. Podle institutu v posledních letech připadl den daňové svobody na následující dny:
- 2020 – 24. června
- 2021 – 25. června
- 2022 – 17. června
- 2023 – 13. června
- 2024 – 11. června

### Výroční přednáška Institutu liberálních studií
Každoročně pořádá Institut liberálních studií přednášku s významnou světovou osobností klasického liberalismu, jíž je udělena cena „za přínos k rozvoji liberálního myšlení a naplňování idejí svobody, soukromého vlastnictví, konkurence a vlády zákona v praxi“. Seznam oceněných:
- 2019 – Tom Palmer
- 2020 – David Friedman
- 2021 – Bryan Caplan
- 2022 – David Boaz
- 2023 – Daniel Klein
- 2024 – Alain Bertaud

### Publikační činnost
Institut liberálních studií za dobu své existence publikoval řadu překladů zahraničních knih a vlastních publikací. Mezi institutem vydané publikace patří např. Bohatství národů, Teorie mravních citů, Ekonomie v jedné lekci, Ekonomie státních zásahů a další.
Vydané knihy:
- 2024 – Ludwig von Mises: Teorie peněz a úvěru
- 2024 – Štěpán Drábek: Pojednání o podstatě a původu inflace v ČR 2020–2023
- 2023 – Milton Friedman: Kapitalismus a svoboda
- 2023 – Adam Smith: Teorie mravních citů,
- 2023 – Adam Smith: Bohatství národů
- 2022 – F. A. Hayek: Osudná domýšlivost
- 2021 – Ryan Bourne: Ekonomie v jednom viru
- 2020 – Milton Friedman & Rose Friedmanová: Svoboda volby

### Bludný balvan ekonomie
Bludný balvan ekonomie je anticena udělovaná Institutem liberálních studií za výroky nesmyslné a pataekonomické. Názvem ceny se institut inspiroval u českého spolku Sisyfos. Historicky první cena byla udělena za rok 2020 Janě Maláčové za výrok: „Strašně mě unavuje otázka, jestli si [mimořádný příspěvek důchodcům] můžeme dovolit, nebo ne a kde na to vezmeme. To je podle mě taková hloupá, plytká diskuze, kde na to vezmeme.“
V roce 2021 získala anticenu Alena Schillerová za její snahu o vysvětlení inflace: „Inflace vyrovnává cenové nestabilnosti, vyrovnává ekonomické nestabilnosti […] inflace vyrovnává distorze na trhu, vyrovnává výkyvy cen.“
O anticenu se v roce 2022 museli za své výroky podělit Josef Středula za výrok: „Ještě před ruskou agresí vůči Ukrajině navrhovaly odbory vládě Petra Fialy věcné zastropování cen PHM.“ a Andrej Babiš s pokusem o radu vládě: „Vláda musí okamžitě zastropovat cenu benzinu a nafty na 35 Kč za litr.“
Anticenu si pro rok 2023 odnesl guvernér České národní banky Aleš Michl za svoji úvahu v oblasti měnové politiky: „Nevím, na základě čeho jsou takové odhady založeny. V Evropě jsou země, kde platí daleko nižší úrokové sazby a zároveň mají nižší inflaci. Žádná jednoduchá souvislost mezi výší sazeb a inflací v tuto chvíli neexistuje.“
V roce 2024 si anticenu odnesl předseda vlády Petr Fiala za výrok: „Já potřebuju osm let, a budeme mít platy jako v Německu.“

### Cena Karla Havlíčka Borovského
Institut liberálních studií toto ocenění, nesoucí své jméno podle slavného českého liberála a spisovatele, uděluje za liberální počin v uplynulém roce. Cena byla udělena za následující skutky:
- 2018 – Návrh na zrušení zákazu prodeje o svátcích
- 2019 – Zákon na liberalizaci taxislužeb
- 2020 – Snížení DPFO a zvýšení slevy na poplatníka
- 2021 – Návrh na legalizaci rekreačního užívání marihuany
- 2022 – Liberální vízový režim pro uprchlíky z Ukrajiny
- 2023 – Návrh na zrovnoprávnění homosexuálních sňatků
- 2024 – Návrh na časový a hodnotový test pro zdanění výnosů z bitcoinu a dalších kryptoaktiv

### Cena Alexandra Bacha
Institut liberálních studií vyhlašuje cenu Alexandera Bacha za antiliberální počin uplynulého roku. Alexander Bach byl rakouský politik z doby Karla Havlíčka Borovského, jenž zavedl systém centralizované kontroly, pro nějž se později vžilo označení Bachův absolutismus. Vítězové ceny byli v posledních letech následující:
- 2018 – Kontrolování svatebních hostin (počin Aleny Schillerové, ministryně financí)
- 2019 – Žádost policie o automatický systém na rozpoznávání obličejů (žádost krajského ředitelství policie v Praze)
- 2020 – Návrh na zvýšení potravinové soběstačnosti na 85 % (návrh skupiny poslanců Zdeňka Podala, Margity Balaštíkové a dalších)
- 2021 – Návrh na unijní kriminalizaci nenávistných projevů (návrh Evropské komise)
- 2022 – Návrh na sjednocení nabíjecích kabelů na USB-C (návrh Evropské komise)
- 2023 – Blokace ukrajinského obilí na polských, slovenských a maďarských hranicích (počin vlád Polska, Slovenska a Maďarska)
- 2024 – Povinná registrace youtuberů u RRTV

## Operace Kyseláč
Pod vedením Víta Samka zahájil 25. února 2022 Institut liberálních studií svoji humanitární misi na Ukrajinu pod recesistickým názvem Operace Kyseláč, který misi již zůstal.
Mise se zpočátku soustředila na dovážení humanitární pomoci na slovensko-ukrajinské hranice a převážení uprchlíků zpět do Prahy, resp. dalších destinací. Od dubna 2022 intenzivně spolupracuje s První dobrovolnickou chirurgickou nemocnicí v Lyseci u Ivano-Frankivsku. Humanitární mise má svůj vlastní dedikovaný web a transparentní účet.
V dubnu 2022 díky kontroverzi s Hnutím pro život vybrala Operace Kyseláč 2,3 miliony Kč na zakoupení potratových pilulek. V dubnu 2023 uspořádal Institut liberálních studií v DOXu happening pro ukrajinské děti v České republice, když je nechal pomalovat novou dodávku ukrajinskými motivy. V červnu 2023 obdržel Vít Samek ocenění za třetí místo pro dobrovolníka roku mezi malými a středními zahraničními organizacemi. Institut udává, že na Ukrajinu už dopravil humanitární pomoc za více než milion USD.

## Významní experti Institutu liberálních studií
S Institutem liberálních studií spolupracují např. předseda Národní rozpočtové rady Mojmír Hampl, člen NERV Dominik Stroukal, proděkan pro vědu FPH VŠE Marek Hudík, makroekonomický expert Pavel Potužák nebo ředitelka Ekonomické olympiády Martina Bacíková.